# 未来へ (ナオト・インティライミの曲)
「 未来へ」（みらいへ）は、ナオト・インティライミによる楽曲。彼の16枚目のシングルとして2016年2月3日にユニバーサルシグマから発売された。

## 概要
この楽曲について、ナオトは「逆境の中、闘っている方々の明日の一歩が少しでも軽くなったら嬉しい」と語っている。カップリングには「今のキミを忘れない」のピアノ弾き語りバージョンを収録。オリコンでは、週間ランキングの自己最高位4位を記録。
羽生結弦出演の日本赤十字社・平成28年はたちの献血キャンペーンソングとして採用された。

## 収録曲
全作詞・作曲：ナオト・インティライミ
1. 未来へ [4:58]
  - 編曲：大久保薫、ナオト・インティライミ

「日本赤十字社平成28年はたちの献血キャンペーンソング」CMソング
2. 今のキミを忘れない（Piano弾き語りver.@横浜アリーナ） [6:06]
3. 未来へ（Instrumental） [4:58]